# 久保山町
久保山町（くぼやまちょう）は、東京都八王子市の地名。現行行政町名は久保山町一丁目及び久保山町二丁目。住居表示未実施区域。郵便番号は192-0023（八王子郵便局管区）。

## 地理
八王子市東部、昭島市境ともほど近くJR小宮駅西方に位置する住宅街。住宅・都市整備公団により整備された宇津木台団地の区域である。団地として整備されるに伴い、新町名として成立した。北は丸山町・平町、東は小宮町、西・南で宇津木町・石川町と接する。

### 地価
住宅地の地価は、2014年（平成26年）1月1日の公示地価によれば、久保山町1丁目25番3の地点で11万1000円/m2となっている。

## 歴史

### 沿革
- 1988年（昭和63年） - 石川町・宇津木町・平町・小宮町のそれぞれ一部より成立。

## 世帯数と人口
2017年（平成29年）12月31日現在の世帯数と人口は以下の通りである。
| 丁目           | 世帯数    | 人口    |
| -------------- | --------- | ------- |
| 久保山町一丁目 | 1,093世帯 | 2,590人 |
| 久保山町二丁目 | 1,017世帯 | 2,544人 |
| 計             | 2,110世帯 | 5,134人 |

## 小・中学校の学区
市立小・中学校に通う場合、学区は以下の通りとなる。
| 丁目           | 番地     | 小学校                   | 中学校               | 通学許可校               |
| -------------- | -------- | ------------------------ | -------------------- | ------------------------ |
| 久保山町一丁目 | 1〜9番地 | 八王子市立小宮小学校     | 八王子市立石川中学校 | 八王子市立宇津木台小学校 |
| 久保山町一丁目 | その他   | 八王子市立宇津木台小学校 | 八王子市立石川中学校 |                          |
| 久保山町二丁目 | 全域     | 八王子市立宇津木台小学校 | 八王子市立石川中学校 |                          |

## 交通

### 鉄道
地内に鉄道は通過していない。最寄りの鉄道駅はJR八高線小宮駅である。

### 道路
地内に国道・都道は通過していないが、東の東京都道59号八王子武蔵村山線「多摩大橋南」交差点、南の東京都道169号淵上日野線「石川中学校入口」交差点などから久保山町方面に市道が延び、地域の交通を担っている。

## 施設
- 八王子市立石川中学校
- 八王子市立宇津木台小学校
- 宇津木台緑地
- 久保山公園
- 八王子宇津木台郵便局